# Памятник подводникам-черноморцам
Памятник подводникам-черноморцам — монумент в Нахимовском районе Севастополя. Расположен на пересечении улиц Брестской и Героев Севастополя, напротив памятника матросу Петру Кошке. Является памятником регионального значения. Посвящён морякам Черноморского флота, погибшим в годы Великой Отечественной войны на подводном флоте. Всего во время войны на Черноморском флоте имелось 44 подводные лодки из которых 24 были потеряны.

## История
Сооружение памятника началось на основе постановления № 18/660 Севастопольского горкома Компартии Украины и исполкома горсовета от 29 сентября 1977 года. Скульпторами памятника выступили Станислав Чиж, а архитекторами — Алексей Иванович Баглей и Адольф Шеффер. Финансирование мемориала взяла на себя 14-й дивизия подводных лодок, а его сооружение проводилось силами Севастопольского морского завода.
Открытие памятника прошло 23 февраля 1983 года и было приурочено к 200-летию основания Севастополя и к дню 65-летия создания Советской армии и Военно-морского флота.

## Описание
Композиция памятника состоит из двух частей: двухфигурной скульптуры подводников и стелы. Скульптура выполнена из листовой меди и расположена в бассейне с водой размером 20 на 14 метров. Прообразом рулевого-сигнальщика стал Владимир Морозов, а командира подводной лодки — начальник политотдела 14-й дивизии капитан 1-го ранга Александр Клочков.
Стела выполнена из гранита с двумя барельефами. Её высота 3 метра, а длина — 40 метров. Левый барельеф «Память» посвящён морскому обычаю кидать в воду венки в память о погибших товарищах, а правый барельеф — демонстрирует момент спасения подводной лодки.
На полированной стеле бронзовыми буквами высечены следующие надписи:
- Слева: «Участникам Великой Отечественной войны — бесстрашным витязям морских глубин».
- Справа: «Подводные лодки Черноморского флота, сражавшиеся за честь и независимость Родины: Д-5 Л-5 Щ-202 Щ-207 М-32 М-51 М-52 М-54 М-55 М-112 М-113 М-120 А-2 А-4; Краснознаменные: Л-4 С-31 Щ-201 Щ-209 М-111 М-117 А-5; гвардейские: С-33 Щ-205 Щ-215 М-35 М-62. Вечная слава экипажам погибших подводных лодок: Д-4 Л-6 Л-23 Л-24 С-32 С-34 Щ-203 Щ-204 Щ-206 Щ-208 Щ-210 Щ-211 Щ-212 Щ-213 Щ-214 Щ-216 М-31 М-33 М-34 М-36 М-58 М-59 М-60 М-118 А-3».

У памятника расположена 21 мемориальная чугунная плита, где высечены 977 имён подводников-черноморцев, погибших в годы войны. Дополнительно 15 ноября 2000 года были установлены новые плиты с именами 24 севастопольцев, погибших на атомных подводных лодках «Комсомолец» (1989) и «Курск» (2000).
По состоянию на 2020 год гранитная облицовка начала давать трещины, а бассейн был замусорен.